# Draculo pogognathus
Draculo pogognathus és una espècie de peix de la família dels cal·lionímids i de l'ordre dels perciformes.

## Morfologia
- Els mascles poden assolir 2,5 cm de longitud total.[3][4]

## Hàbitat
És un peix marí, de clima tropical i demersal que viu entre 1-4 m de fondària.

## Distribució geogràfica
Es troba a les Illes Hawaii.

## Observacions
És inofensiu per als humans.